# ザコパネ共和国

ザコパネ共和国
Rzeczpospolita Zakopiańska

ザコパネ共和国（波: Rzeczpospolita Zakopiańska）は、ザコパネの町と、近くの2，3の村からなり、1918年10月13日に議会（国民機構）が設立された。主要な目標は、ポーランドにできる独立国家に加わることだった。10月30日、正式にオーストリア＝ハンガリー帝国からの独立を宣言した。2日後、議会は国民議会（ポーランド清算委員会がガリツィアを統治しているという事実により11月16日に廃止された。）に改組された。
共和国の大統領は、有名なポーランド人作家のステファン・ジェロムスキだった。